# Qūchak
Qūchak (persiska: قوچک) är en ort i Iran.   Den ligger i provinsen Markazi, i den centrala delen av landet, 180 km söder om huvudstaden Teheran. Qūchak ligger 1 511 meter över havet och antalet invånare är 131.
Terrängen runt Qūchak är kuperad åt nordost, men åt sydväst är den platt.Runt Qūchak är det ganska glesbefolkat, med 31 invånare per kvadratkilometer. Närmaste större samhälle är Do Dehak, 6,5 km söder om Qūchak. Trakten runt Qūchak består i huvudsak av gräsmarker.